# Ủy ban Tiêu chuẩn Truyền thông Hàn Quốc
Ủy ban Tiêu chuẩn Truyền thông Hàn Quốc (tiếng Hàn: 방송통신심의위원회; Hanja: 放送通信審議委員會; Romaja: Bangsongtongsinsimui Wiwonhoe) là một ủy ban của chính phủ Hàn Quốc quản lý các hoạt động truyền thông bao gồm điện ảnh, truyền hình, phát thanh và internet.